# Ceratitis whitei
Ceratitis whitei är en tvåvingeart som beskrevs av Meyer och Amnon Freidberg 2006. Ceratitis whitei ingår i släktet Ceratitis och familjen borrflugor. Inga underarter finns listade i Catalogue of Life.